# Loggia dei Mercanti (Ancona)
La Loggia dei Mercanti è un edificio quattrocentesco di Ancona, la cui facciata è opera di Giorgio Orsini da Sebenico.

## Storia e descrizione

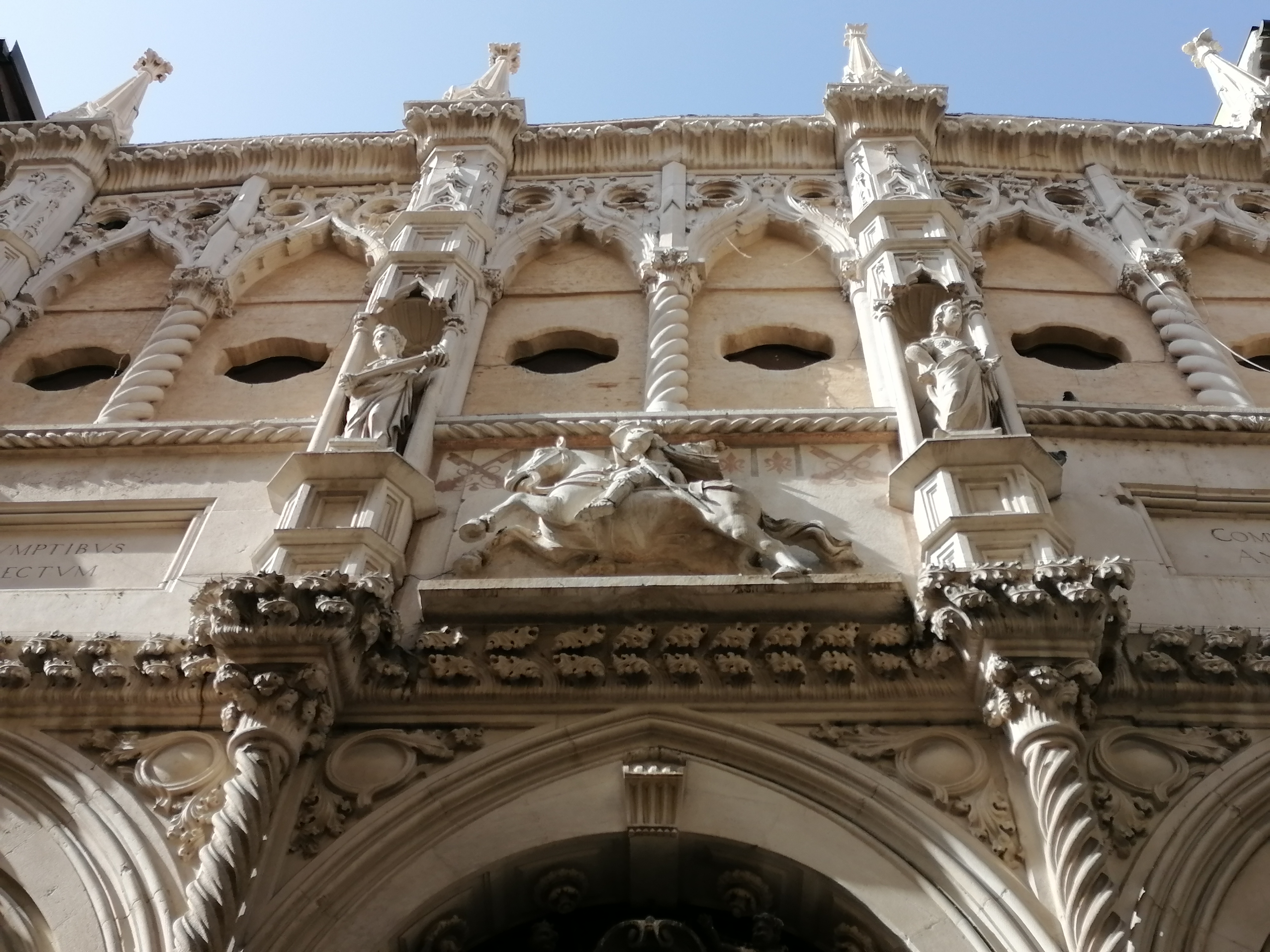
Le bifore del primo piano e il coronamento a guglie

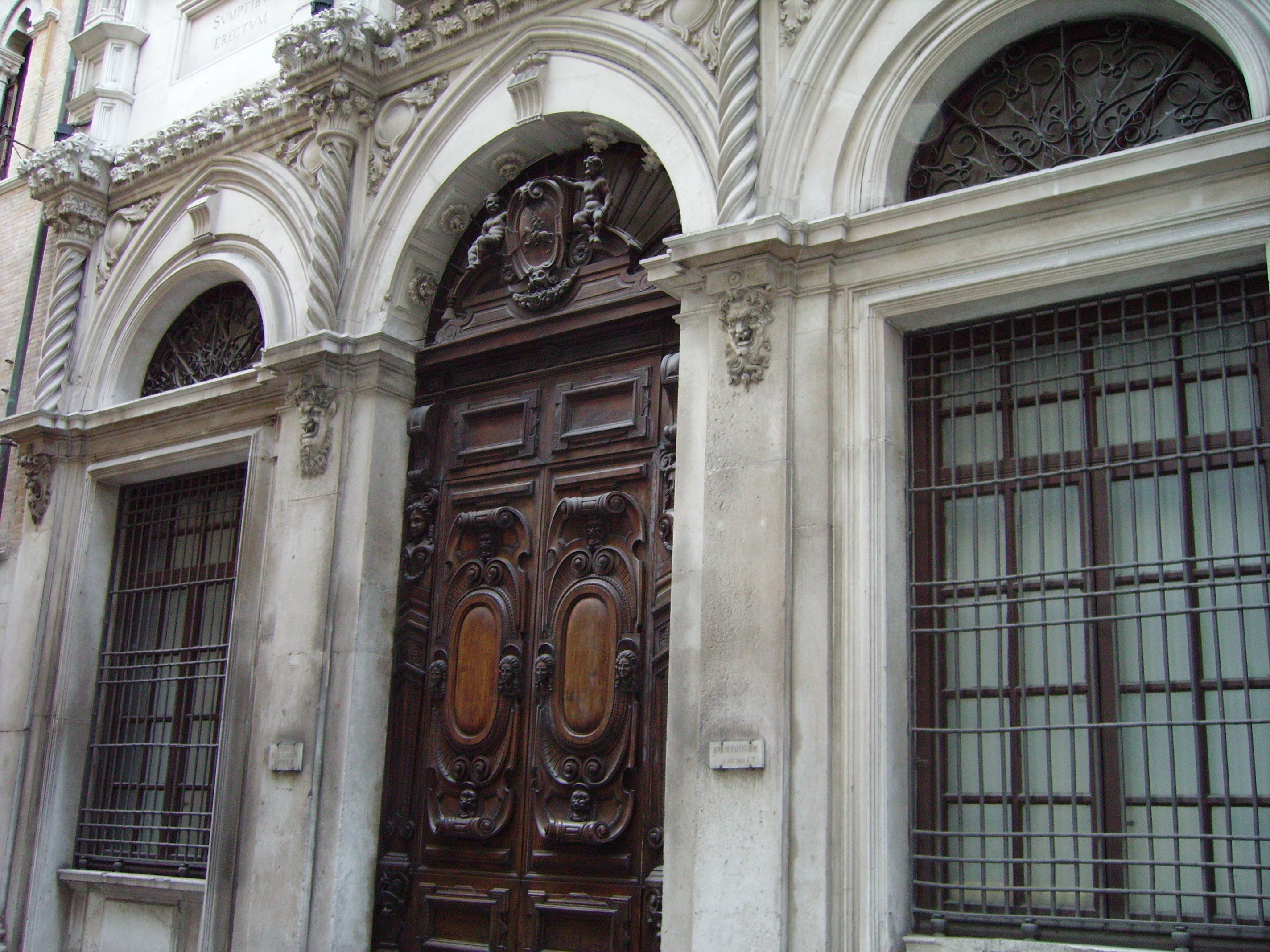
Il piano terra, chiuso da infissi nel tardo Cinquecento

La costruzione di questo palazzo iniziò nel 1442 ad opera dell'architetto Giovanni Pace detto Sodo, in un periodo molto florido, dal punto di vista economico, per la città; è situato molto vicino al porto, da sempre fulcro degli intensi scambi mercantili indispensabili per l'economia di Ancona. Si voleva creare un luogo destinato alle riunioni di mercanti e dove questi potevano trattare liberamente dei loro traffici.
La facciata è dell'architetto Giorgio da Sebenico, che vi lavorò dal 1451 al 1459 ed è tra i massimi esponenti del Rinascimento adriatico. Anche alla Loggia, come è tipico di questa corrente artistica, entro strutture tipiche del gotico fiorito spiccano elementi scultorei rinascimentali. 
Divisa in tre parti da quattro colonne in rilievo che terminano ciascuna con un pinnacolo; ognuna contiene una statua che rappresenta quattro virtù; dalla sinistra a destra esse sono: la Speranza, la Fortezza, la Giustizia e la Carità; tutte hanno ispirazione rinascimentale, specialmente la statua della Carità che ha forme che rimandano alle sculture classiche che raffigurano Venere vincitrice. 
Le due parti laterali hanno nella parte bassa dei grandi finestroni ad arco ogivale concavo, chiuse dal 1758 per ragioni di statica. Nel 1763-64 venne realizzato anche il portone monumentale.
Nella parte alta ospitano delle bifore cieche e, nella parte centrale, si trova la statua del cavaliere araldico dello stemma di Ancona; ai lati due targhe riportano l'iscrizione:
L'edificio progettato da Giorgio da Sebenico originariamente non aveva infissi a piano terra, né verso la strada, né verso il porto, come indica ancora il suo nome di loggia. Inoltre le bifore del primo piano erano aperte, e solo successivamente furono tamponate, per motivi statici.
Dopo la perdita dell'indipendenza della Repubblica di Ancona furono dipinte, sopra alla statua raffigurante lo stemma civico, le chiavi decussate e il lambello, segno del potere pontificio.
Un incendio avvenuto durante una rappresentazione teatrale del carnevale nel 1556, rese necessario un intervento di rifacimento eseguito da Pellegrino Tibaldi tra il 1558 ed il 1561; egli chiuse con infissi le aperture del piano terra, realizzando tre archi a tutto sesto al di sotto degli archi gotici, ed affrescò la volta del salone interno.
Alla fine del XVIII secolo il governo francese che occupava la città donò la proprietà dell'edificio alla Camera di Commercio, ma questo atto non fu riconosciuto dopo la restaurazione del dominio pontificio. Solo con l'annessione al Regno d'Italia la proprietà dell'edificio ritornò alla Camera di Commercio di Ancona, che lo usa come sede fino al 1928. Gravemente danneggiata nei bombardamenti che colpirono la città nella seconda guerra mondiale, di recente sono stati conclusi i restauri interni con il consolidamento e la ripulitura dei lacerti degli affreschi tibaldeschi superstiti sulla volta. All’inizio del XXI secolo (2000-2002) il monumento è stato oggetto di un profondo ed attento restauro; tra le ditte esecutrici, la De Feo Antonio Restauri di Roma, una delle più apprezzate realtà italiane nel restauro di beni culturali. Oggi vi si tengono convegni o conferenze di particolare importanza.

## Galleria d'immagini

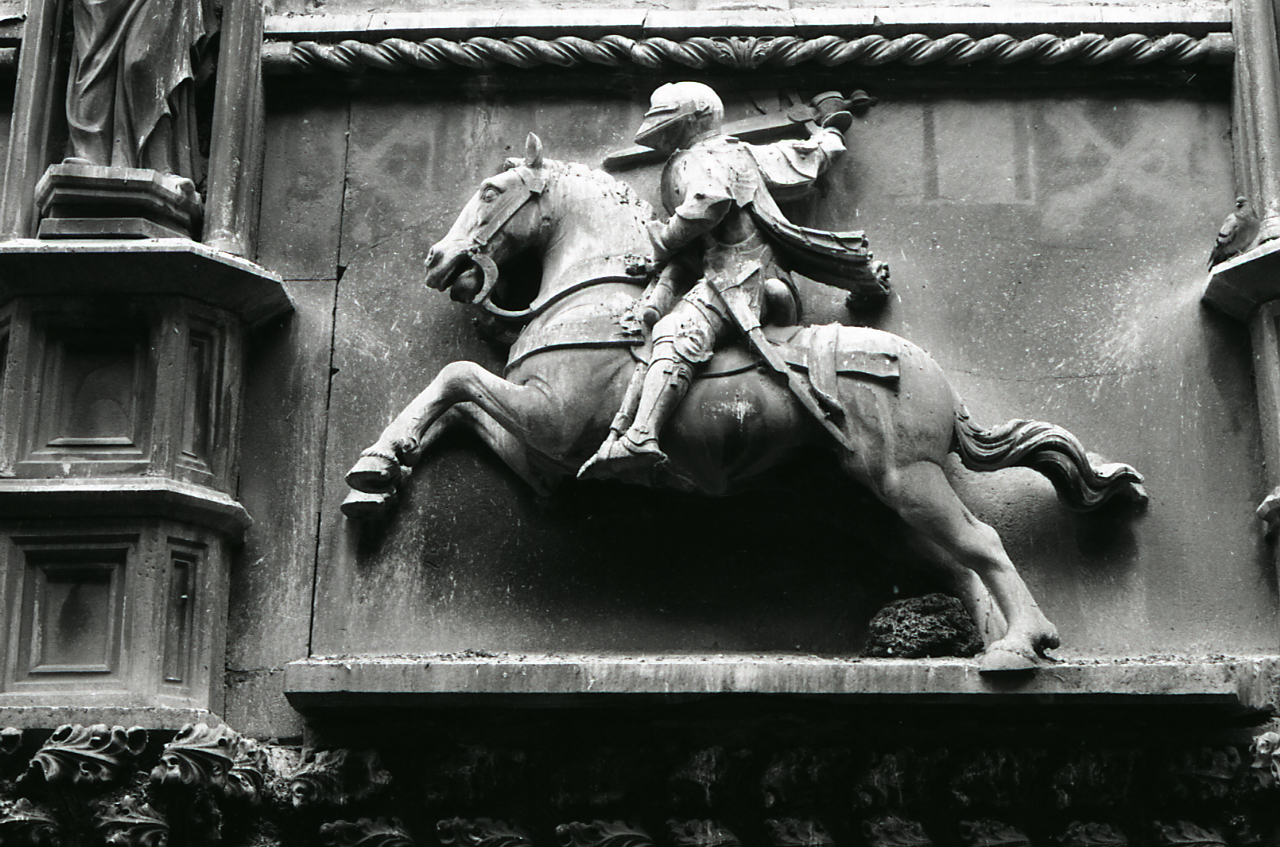
La statua dello stemma civico posto sopra l'ingresso, in una foto degli anni '60 del Novecento scattata da Paolo Monti dal palazzo di fronte alla Loggia.
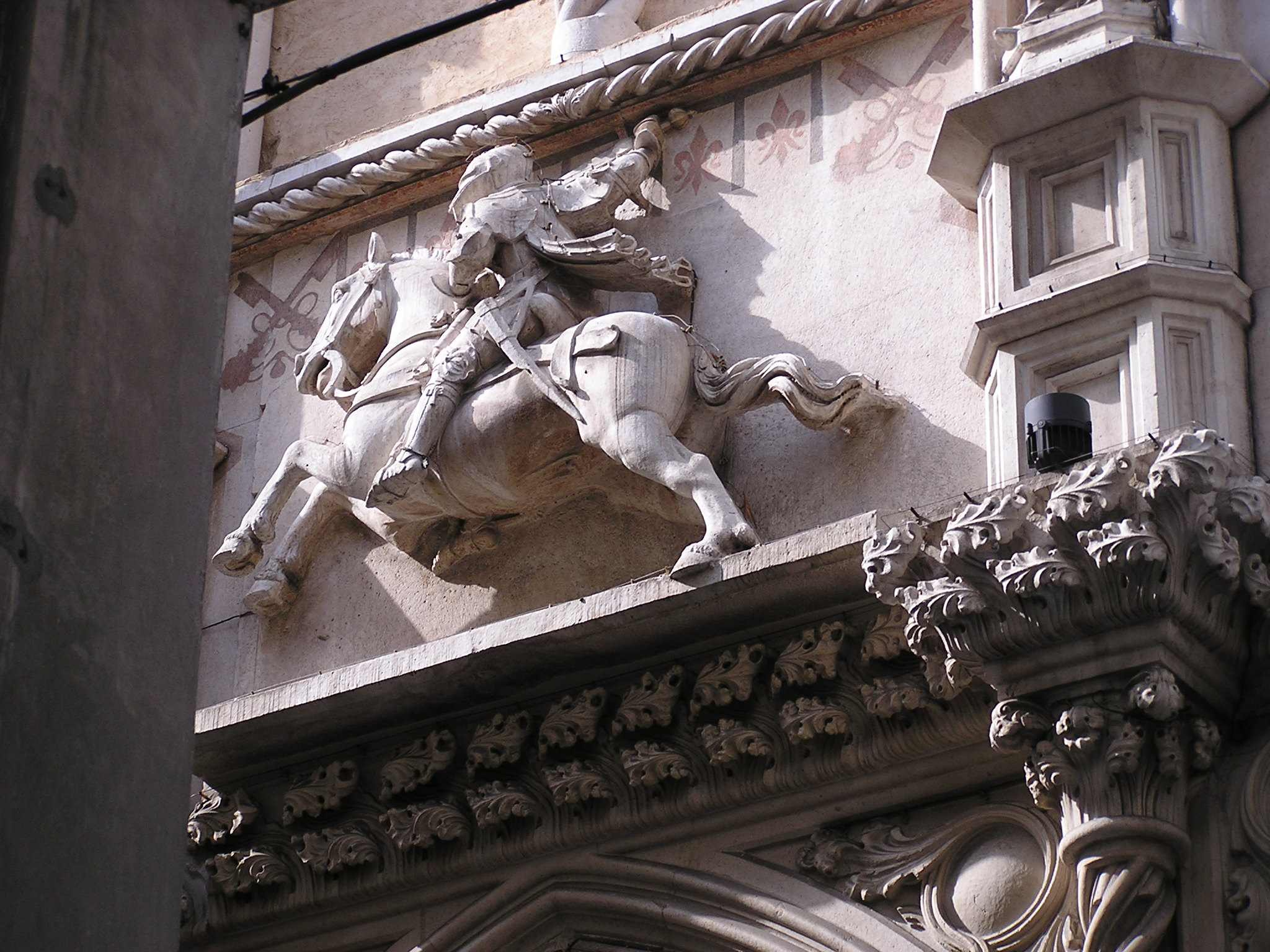
La statua dello stemma civico vista da Via degli Aranci, scattata dopo la pulizia della facciata - sono visibili le chiavi decussate e il lambello, apposte sopra allo stemma dopo la fine dell'autonomia della Repubblica di Ancona
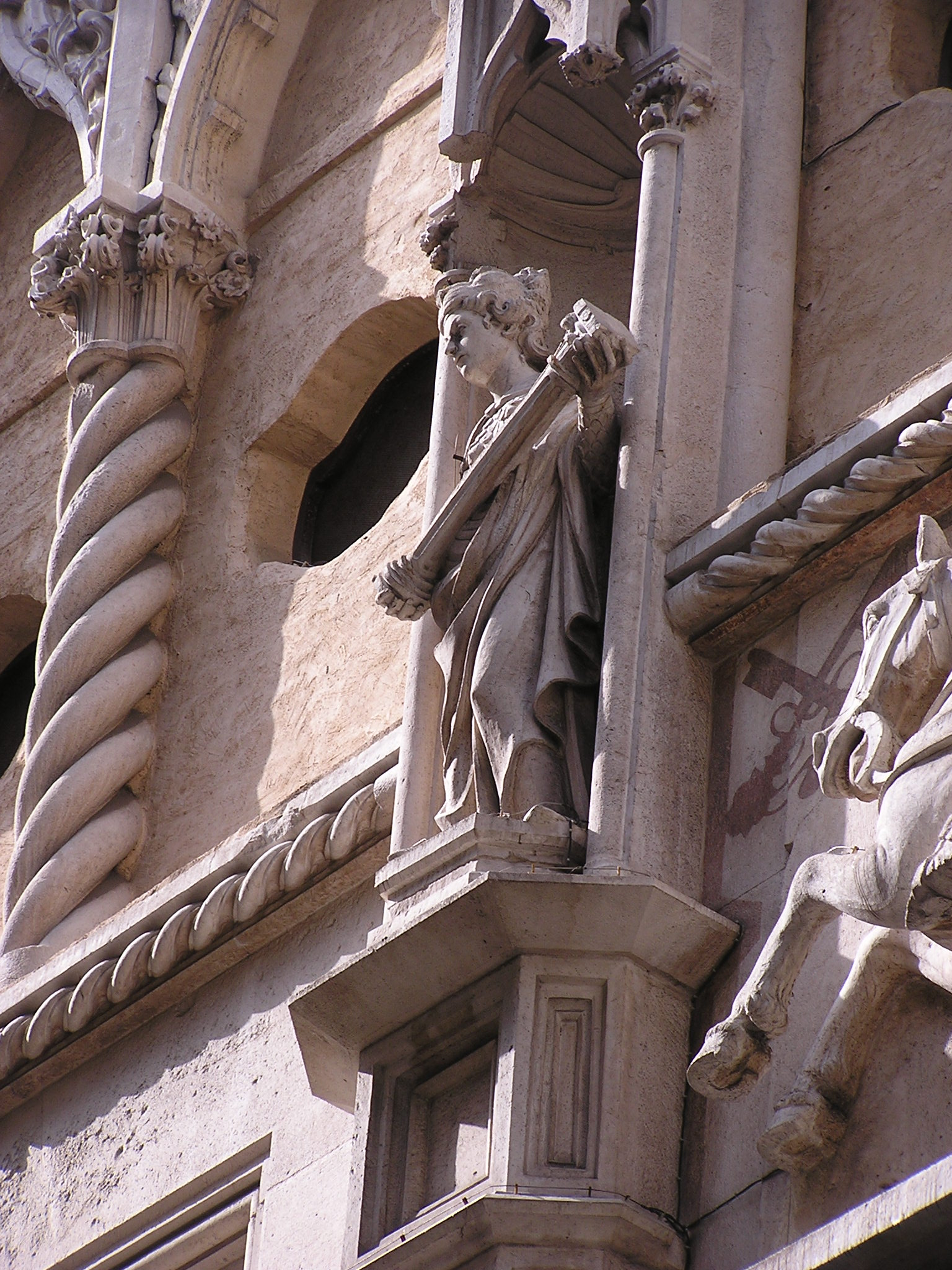
La statua della Fortezza
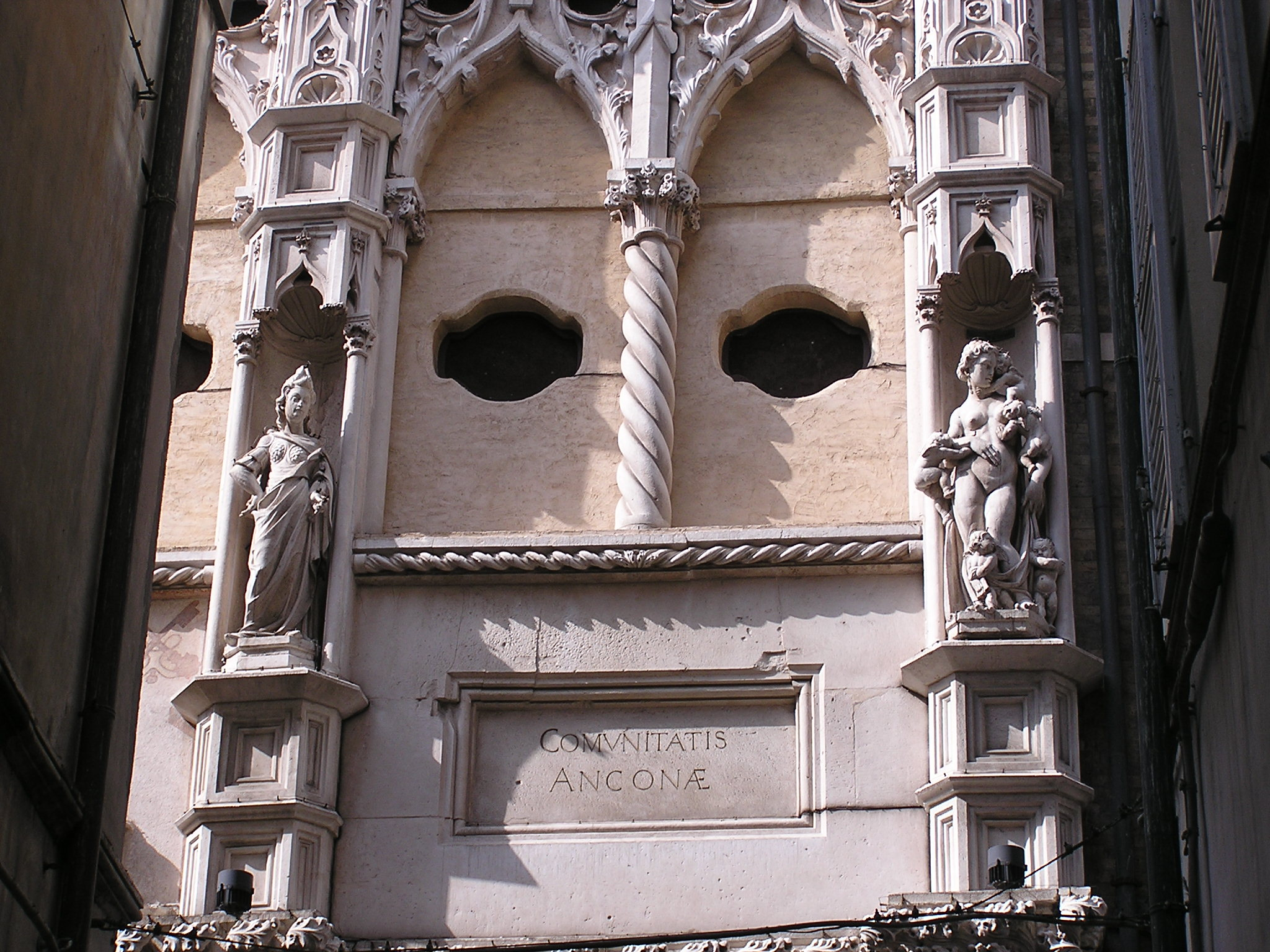
Statue della Giustizia e della Carità